# Apocephalus astrictus
Apocephalus astrictus är en tvåvingeart som beskrevs av Brown 2002. Apocephalus astrictus ingår i släktet Apocephalus och familjen puckelflugor. Inga underarter finns listade i Catalogue of Life.